# Зиаур Рахман (шахматист)
Зиаур Рахман (бенг. জিয়াউর রহমান; 1 мая 1974 — 5 июля 2024) — бангладешский шахматист. 
В 2002 году стал вторым гроссмейстером в истории Бангладеш после Нияза Муршеда (1987).
В период с 1986 по 2018 год пятнадцать раз становился чемпионом страны.
В составе сборной Бангладеш участник тринадцати шахматных олимпиад (1986, 1988, 1992—2008, 2012, 2014 гг.).
Согласно профилю на сайте ФИДЕ, на момент смерти Зиаур Рахман имел рейтинг 2423 пункта и занимал 3-ю позицию в национальном рейтинг-листе.

## Смерть
5 июля 2024 года Рахман упал на землю в какой-то момент во время матча 12-го тура против Энамула Хоссайна Раджиба на Национальном шахматном турнире Бангладешской шахматной федерации. Затем он был доставлен в кардиологическую больницу Ибрагима в Шахбаге, где было объявлено, что он умер от сердечного приступа. Ему было 50 лет.

## Изменения рейтинга
| Графики недоступны из-за технических проблем. См. информацию на Фабрикаторе и на mediawiki.org. |